# Ich tanze nur für Dich
Ich tanze nur für Dich (Originaltitel: Dancing Lady) ist ein US-amerikanisches Filmmusical mit dem populären Leinwandpaar Joan Crawford und Clark Gable unter der Regie von Robert Z. Leonard. Fred Astaire sowie Nelson Eddy gaben beide ihr Filmdebüt.

## Handlung
Eines Abends kommt der Millionär Tod Newton mit seinen Freunden in eine billige Burlesqueshow und verliebt sich augenblicklich in Janie Barlow, die dort als Stripperin arbeitet. Kurz vor Beendigung der Show kommt es zu einer Razzia und Tod nutzt seinen Einfluss, um Janie gegen Kaution aus dem Gefängnis zu holen. Janie wehrt den Versuch von Tod ab, aus der Situation Vorteile zu ziehen. Ihre moralische Integrität beeindruckt Tod noch mehr und er ermöglicht Janie den Sprung an den Broadway, wo sie rasch zu einem gefeierten Revuestar aufsteigt. Durch Vermittlung von Tod wird Janie schließlich von Patch Gallagher, einem bekannten Choreographen, für dessen neueste Revue engagiert. Nachdem sich die beiden am Anfang heftig streiten, wandelt sich die Ablehnung bald in Liebe.
Trotzdem fühlt sich Janie immer noch Tod im Wort und aus Dankbarkeit nimmt sie seinen Heiratsantrag an, jedoch nur, wenn die Show ein Misserfolg wird. Tod beschließt, die Dinge zu beschleunigen, indem er seine Investitionen in die Revue zurückzieht. Die Proben werden eingestellt und Janie will gerade mit Tod zum Standesamt aufbrechen, als sie die Wahrheit erfährt. Sie eilt zurück zu Patch, der sie zunächst barsch abweist. Erst als Janie ihm ihre Liebe gesteht, ist Patch bereit, ihr zu verzeihen. Die Revue wird unter Mithilfe von namhaften Künstlern wie Fred Astaire und Nelson Eddy zu einem grandiosen Erfolg. Tod erkennt, für wen Janies Herz schlägt und verzichtet auf alle Ansprüche.

## Hintergrund
Joan Crawford war aus bitterster Armut zu einem hochbezahlten Filmstar aufgestiegen. Sie hatte ihre Karriere als Tänzerin in Chicago begonnen und war über ein Engagement am Broadway schließlich 1925 als Schauspielerin zu MGM gekommen. Nach etlichen Jahren in Nebenrollen war sie Mitte 1928 als Flapper in Our Dancing Daughters zu einem Star geworden und hatte besonders mit der Darstellung ambitionierter junger Frauen, die den gesellschaftlichen Aufstieg aus dem Nichts an die Spitze der High Society schaffen, eine große Fanbasis gewonnen. Anfang 1933 war ihre Karriere jedoch ins Stocken geraten, nachdem sowohl die künstlerisch anspruchsvolle Adaption von Rain als auch Today We Live, ein verqueres Melodrama, das nominell auf einem Drehbuch von William Faulkner basierte, finanzielle Reinfälle waren. Unzufrieden mit der Betreuung durch den bisherigen Produktionschef Irving Thalberg, dem Crawford vorwarf, sich zu sehr um die Karriere seiner Ehefrau Norma Shearer zu kümmern, wandte sich die Schauspielerin direkt an Studiochef Louis B. Mayer mit der Bitte, ihr ein gutes Drehbuch zu geben.
Mayer beauftragte mit der Aufgabe seinen Schwiegersohn David O. Selznick, der gerade erst von RKO zu MGM gewechselt war. Selznick entwickelte eine Story, die Elemente aus Crawfords eigener Biographie aufnahm – Aufstieg vom Tingeltangel zum gefeierten Star – und gleichzeitig von dem gerade wieder erwachten Interesse des Publikums an Musicals zu profitieren versuchte. Dancing Lady orientierte sich offen an Filmen wie 42nd Street, die einfache Geschichten um den Aufstieg einer Tänzerin aus dem Hintergrund zum Star schilderten und das ganze mit aufwändig choreographierten Revuenummern im Stil von Busby Berkeley verbanden. Crawford war zunächst nicht angetan von der Rolle. Erst als Selznick zum Schein drohte, den Film mit Jean Harlow zu drehen, gab die Schauspielerin drein. Sie verlangte allerdings Clark Gable als Co-Star, mit dem sie bereits eine Reihe von sehr erfolgreichen Filmen gedreht hatte. Gable, der zu dem Zeitpunkt mit massiven gesundheitlichen Problemen zu kämpfen hatte und zudem überarbeitet war, weigerte sich beharrlich, das Engagement zu akzeptieren. Erst auf massiven Druck der Studioleitung gab er nach. Als zweiter Mann im Liebesdreieck setzte Crawford ihren aktuellen Liebhaber Franchot Tone durch, nachdem Robert Montgomery nicht verfügbar war. Selznick, der wusste, wie wichtig die Revuenummern für den Erfolg des Films sein würden, schaffte es, Fred Astaire zu verpflichten. Gemeinsam mit Crawford tanzt er die große Nummer zum Schluss des Films, die unter anderen aus dem Part Let’s Go Bavarian besteht. Crawford und Astaire treten dabei komplett mit Dirndl und Zopfperücke sowie Lederhosen und Gamsbart auf. Der Song The Gang’s All Here, den Crawford und Astaire singen, wurde ein beliebter Schlager der Zeit.
Das Talent von Crawford als Tänzerin war allerdings beschränkt auf einige Standardtänze, so dass Astaire sich sehr bemühen musste, seine Partnerin nicht in den Schatten zu stellen. Das fertige Ergebnis stellte den Perfektionisten Astaire jedoch nicht zufrieden. Die Zusammenarbeit zwischen Crawford und Gable war alles andere als gut. Gable, der mit einem vereiterten Weisheitszahn und dem eher seicht angelegten Part zu kämpfen hatte, war meist unkonzentriert. Anfang August 1933 berichtete die Fachpresse, seine Krankheit würde zu seiner Neubesetzung durch Lee Tracy führen, doch der Schauspieler erholte sich wieder einigermaßen. Previews brachten zunächst ein vernichtendes Ergebnis und Gable war gezwungen, noch etliche Liebesszenen mit Crawford nachzudrehen.
Rückblickend war die Schauspielerin zufrieden mit ihrer Leistung, wie sie gegenüber Roy Newquist bekannte:

„… viel Spaß – wieder an der Seite von Clark, und die Chance, mit Fred Astaire zu tanzen und einige recht gute Lieder zu singen. Es war ein Hit.“

## Kinoauswertung
Mit Produktionskosten von 923.000 US-Dollar war Dancing Lady eine der teuersten Produktionen des Studios für das Jahr 1933. Der Film kam auf dem Höhepunkt der Weltwirtschaftskrise in den Verleih und spielte allein in den USA die damals enorme Summe von 1.490.000 US-Dollar ein, zu denen auf dem Weltmarkt noch einmal über 916.000 US-Dollar hinzu kamen, was einem kumulierten Einspielergebnis von 2.406.000 US-Dollar und einen Gewinn von 744.000 US-Dollar entsprach. Neben Königin Christine, dem Come-Back von Greta Garbo, wurde aus ihm einer der erfolgreichsten Filme des Jahres für MGM.

## Kritiken
Richard Watts Jr. fand freundliche Worte in der New York Herald Tribune:

„Die Handlung ist schrecklich konventionell und lässt kein einziges der bekannten Klischees aus, aber insgesamt ist alles angenehm genug gespielt und mit viel Geschmack inszeniert, so dass daraus sehr gute Kinounterhaltung wird. […] Miss Crawford ist nach meiner Überzeugung ausgesprochenen charmant als hoffnungsvolles Mädchen und sie spielt die Rolle mit Humor, Gefühl und einer gewissen Freundlichkeit, die aus der Heldin eine tapfere junge Frau machen. Der Steptanz von Miss Crawford ist exzellent und die Musik gut.“